# Délégation des services publics locaux
La délégation des services publics locaux est un mode de gestion qui permet d'externaliser l'exploitation des services publics qui relèvent de la responsabilité des collectivités territoriales et de leurs groupements.

## Qu’est-ce qu’une délégation de service public?
Une définition légale a été donnée par la loi du 29 janvier 1993 en son article 38. Pour la loi, après quelques modifications, la délégation de service public est un contrat par lequel une personne morale de droit public confie la gestion d'un service public dont elle a la responsabilité à un délégataire public ou privé, dont la rémunération est substantiellement liée aux résultats du service. Le délégataire peut être chargé de construire des ouvrages ou d'acquérir des biens nécessaires au service.
Pour les collectivités territoriales, cette définition et la procédure de passation de ces contrats sont codifiées aux articles L.1411-1 et suivants du code général des collectivités territoriales.
La délégation de service public doit donc être distinguée de la régie directe dans laquelle la commune assure directement par ses propres moyens humains, financiers et matériels, la gestion du service (art. L.1412-1 et suivants du code général des collectivités territoriales).
Afin de les distinguer des contrats de marchés publics avec lesquels les conventions de délégations de service public peuvent être confondues, la loi a repris le critère jurisprudentiel de la rémunération du délégataire substantiellement assurée par les résultats de l'exploitation (C.E., 15 avril 1996, Préfet des Bouches du Rhône ; 30 juin 1999, SMITOM Centre Ouest Seine et Marnais).
Ainsi, lorsque pour l'exécution du service public de l'eau potable, l'entreprise concessionnaire ou fermière tire sa rémunération de la redevance qu'elle perçoit directement auprès des usagers, elle est titulaire d'une convention de délégation de service public. En revanche, l'entreprise qui assure le transport des enfants de l'école et qui est rémunérée par un prix versé par la commune est titulaire d'un marché public.
Ce critère financier ne s’oppose pas à ce qu’une partie de la rémunération du délégataire provienne de la collectivité délégante.
Les modalités d'attribution et de mise en œuvre de délégations de service public sont définies aux articles L.1411-2 et suivants du code général des collectivités territoriales.

## Quels sont les principaux contrats de délégation de service public?
Depuis la suppression de la tutelle technique sur les communes, les principaux contrats de délégation de service public trouvent leur source dans la jurisprudence du Conseil d'État qui a notamment défini la concession, l'affermage, la régie intéressée et la gérance. Cette liste n'est toutefois pas exhaustive et des formules contractuelles originales peuvent être élaborées dans certains cas.
- Le contrat de concession de service public

Selon une définition désormais classique, c'est le contrat qui charge un particulier ou une société d'exécuter un ouvrage public ou d'assurer un service public à ses frais, avec ou sans subvention, avec ou sans garantie d'intérêts, et que l'on rémunère en lui confiant l'exploitation de l'ouvrage public ou l'exécution du service public avec le droit de percevoir des redevances sur les usagers de l'ouvrage ou sur ceux qui bénéficient du service public (concl. Chardenet, C.E., 30 mars 1916, Gaz de Bordeaux).
Trois critères permettent de caractériser la concession de service public :
- le fait qu'au début de l'exploitation, le concessionnaire fait l'avance des frais de premier établissement du service (construction du réseau et de tous les ouvrages nécessaires au fonctionnement du service) et du fonds de roulement nécessaire à l'exploitation ;
- le fait que pendant toute la durée de la concession, le concessionnaire exploite le service "à ses risques et périls", qu'il en assume la direction, qu'il choisit, rémunère et surveille lui-même le personnel du service, qu'il entretient et renouvelle lui-même, à ses frais, les installations, et qu'il achète tout l'outillage et le matériel nécessaires à l'exploitation ;
- le fait qu'en échange de ces services, le concessionnaire est rémunéré par la perception directe de redevances sur les usagers, lesquelles doivent normalement lui permettre de couvrir les intérêts et l'amortissement du capital qu'il a engagé et de dégager un bénéfice net dont il garde tout le profit pour lui-même.
- Le contrat d’affermage

L'affermage n'est en définitive qu'une variante de la concession dans laquelle les frais de premier établissement ont été exposés par la commune. Le fermier reçoit donc les ouvrages déjà réalisés et n'a à assurer que la gestion du service et faire l'avance du seul fonds de roulement (C.E., 29 avril 1987, commune d'Elancourt).
La collectivité concédante ne participe pas plus aux résultats financiers de l'exploitation que dans le cas de la concession proprement dite, mais peut éventuellement encaisser une redevance fixée par le contrat.
Le fermier ne peut, en principe, exécuter pour le compte de la commune des travaux autres que ceux d'entretien courant.
Bien entendu, comme dans la concession stricto sensu, le fermier assure l'exploitation "à ses risques et périls" et est rémunéré au moyen de redevances prélevées directement sur les usagers.
Enfin, la collectivité concédante, pour payer les intérêts et rembourser les annuités des emprunts qu'elle a dû contracter pour construire les ouvrages, demande à son fermier d'encaisser pour son compte, une "surtaxe" sur les usagers du service.
- Le contrat de régie intéressée

C'est une formule se situant à mi-chemin entre la régie directe et la concession. Dans la régie intéressée, la commune finance elle-même l'établissement du service dont elle confie l'exploitation et l'entretien à une personne privée ou publique qui assume la gestion pour le compte de la collectivité moyennant une rémunération qui n'est pas assurée par les usagers mais au moyen d'une prime fixée en pourcentage du chiffre d'affaires, complétée d'une prime de productivité et éventuellement par une part des bénéfices. Tous ces éléments de la rémunération de l'exploitant sont versés par la commune elle-même à son régisseur intéressé.
Le Conseil d'État a considéré que le contrat de régie intéressée par lequel le cocontractant était rémunéré à 70 % par la collectivité publique constituait une délégation de service public, les 30 % d'intéressement constituant une rémunération suffisamment substantielle (CE, 30 juin 1999, SMITOM) au regard du critère défini dans la jurisprudence Préfet des Bouches-du-Rhône.
- Le contrat de gérance

Fondé sur les mêmes bases que le contrat de régie intéressée, le contrat de gérance s'en distingue dans la mesure où la collectivité décide seule de la fixation des tarifs. La collectivité conserve les bénéfices ou, en cas de déficit, rembourse celui-ci au gérant qui perçoit une rémunération forfaitaire (prime fixe annuelle majorée d'une prime proportionnelle aux produits livrés).
Dans ce système, le gérant ne prend aucun risque puisque sa rémunération est toujours entièrement portée en dépense au compte d'exploitation. C'est cette notion de risque qui fait la différence entre la gérance et l'affermage.
Dans ces conditions, le Conseil d'État a ainsi décidé qu'un contrat de gérance, par lequel le gérant est rémunéré proportionnellement au service rendu, doit s'analyser comme un marché public et non comme une délégation de service public, cette rémunération constituant un prix versé par la commune (CE, 7 avril 1999, Commune de Guilherand-Granges). La gérance n'est donc plus aujourd'hui un contrat de gestion déléguée.

## Délégation de service public ou marché public: quels risques?
Il convient de noter le risque de qualification de marché public qui peut être appliquée aux contrats de régie intéressée et de gérance au regard de la jurisprudence récente du Conseil d'État  précitée  La sanction de cette erreur est l’annulation de la procédure et du contrat auquel elle a donné lieu. Elle peut aussi être pénale si elle a été motivée par l’intention de favoriser un candidat.
Si des cahiers des charges types ne peuvent plus être imposés aux communes, un recueil de modèles de cahier des charges et de règlement de service a été publié par la Documentation française concernant notamment les ordures ménagères, les pompes funèbres, l'assainissement, et la distribution d'eau potable.

## Quelles sont les conditions de passation des contrats de délégation de service public?
Avant la publication de la loi du 29 janvier 1993 relative à la prévention de la corruption et à la transparence de la vie économique et des procédures publiques la conclusion des conventions de délégation de service public n'était soumise à aucune formalité particulière hormis l'approbation de l’assemblée délibérante pour les collectivités territoriales. Selon la jurisprudence du Conseil d'État, ces conventions étaient conclues "intuitus personae", c’est-à-dire en considération de la personne.
Sans abolir cette caractéristique, la loi du 29 janvier 1993 a instauré une procédure inspirée de l'appel d'offres restreint et comportant une phase de négociation.
Pour les collectivités locales, leurs groupements et leurs établissements publics, les modalités de passation sont définies aux articles L.1411-1, L.1411-4 à L.1411-8 du code général des collectivités territoriales. Elles comportent une procédure normale et une procédure simplifiée applicables en fonction du montant financier de la convention.
Pour l’État et ses établissements publics, les modalités de passation restent définies par la loi du 29 janvier 1993 et sont plus simples.
La procédure décrite ci-après est  celle applicable aux collectivités territoriales.

### La procédure normale
- Le vote sur le principe de la délégation

L'article L.1411-4 du code général des collectivités territoriales prévoit que les assemblées délibérantes des collectivités territoriales, de leurs groupements et de leurs établissements publics se prononcent sur le principe de toute délégation de service public local. Elles statuent au vu d'un rapport présentant le document concernant les caractéristiques des prestations que doit assurer le délégataire. Ce document peut s'inspirer du cahier des charges du service public dont la délégation est envisagée.
À cette occasion, l'avis de la commission consultative des services publics locaux dont la composition figure à l'article L. 1413-1 du CGCT doit avoir été recueilli et présenté à l'assemblée délibérante. Il en est de même de l’avis du comité technique paritaire de la collectivité.
- La publicité et le recueil des candidatures

L'article L.1411-5 du code général des collectivités territoriales indique qu'après décision sur le principe de la délégation, il est procédé à une publicité et un recueil d'offres.
La publicité doit permettre la présentation de plusieurs offres concurrentes. L'article R.1411-1 CGCT  prévoit que l'insertion est faite dans une publication habilitée à recevoir des annonces légales et dans une publication spécialisée correspondant au secteur économique concerné. Cette insertion précise la date limite de présentation des offres de candidature, qui doit être fixée un mois au moins après la date de la dernière publication.
Cette insertion précise également les modalités de présentation de ces offres et mentionne les caractéristiques essentielles de la convention envisagée notamment son objet et sa nature.
Puis, la collectivité dresse la liste des candidats admis à présenter une offre après examen de leurs garanties professionnelles et financières, de leur respect de l’obligation d’emploi des travailleurs handicapés et de leur aptitude à assurer la continuité du service public et l'égalité des usagers devant le service public.
Ces garanties professionnelles peuvent être appréciées notamment dans la personne des associés et au vu des garanties réunies en son sein. Les sociétés en cours de constitution ou nouvellement créées peuvent être admises à présenter une offre dans les mêmes conditions que les sociétés existantes.
Une commission d'ouverture des plis qui dresse la liste des candidats admis à présenter une offre.
- La sélection des offres

La collectivité adresse à chacun des candidats un document définissant les caractéristiques quantitatives et qualitatives des prestations ainsi que, s'il y a lieu, les conditions de tarification du service rendu à l'usager.
Au terme d'un délai raisonnable, les plis contenant les offres sont ouverts par une commission, lorsqu'il s'agit d'une commune de moins de 3 500 habitants, composée du Maire ou son représentant, en qualité de président, et par trois membres du conseil municipal élus à la représentation proportionnelle au plus fort reste. Pour les autres collectivités et établissements publics, cette commission est présidée par l'autorité habilitée à signer la convention de délégation de service public ou son représentant, Président, et par cinq membres de l'assemblée délibérante élus en son sein à la représentation proportionnelle au plus fort reste. Des suppléants sont élus en nombre égal à celui des membres titulaires, et le comptable de la collectivité et un représentant du Ministre chargé de la concurrence (DDCCRF) siègent également à la commission avec voix consultative.
- Le choix de l'entreprise

Cette commission rend un avis au vu duquel l'autorité (en principe le maire de la commune ou le président du groupement de communes) habilitée à signer la convention engage librement toute discussion utile avec une ou des entreprises ayant présenté une offre. Elle saisit l'assemblée délibérante du choix de l'entreprise auquel elle a procédé. Elle lui transmet le rapport de la commission présentant notamment la liste des entreprises admises à présenter une offre et l'analyse des propositions de celles-ci, ainsi que les motifs du choix de la candidature et l'économie générale du contrat.
La loi impose un délai minimum de deux mois entre la saisine de la commission d'ouverture des plis et la décision de l'assemblée délibérante sur le choix du délégataire et le contrat de délégation. La loi prévoit en outre que les documents sur lesquels se prononce l'assemblée délibérante doivent lui être transmis 15 jours au moins avant sa délibération.

### La procédure simplifiée
Lorsque le montant des sommes dues au délégataire pour toute la durée de la convention n'excède pas 106 000 euros ou que la convention couvre une durée non supérieure à trois ans et porte sur un montant n'excédant pas 68 000 euros par an, le projet de délégation est seulement soumis à une publicité préalable.
Cette publicité consiste soit en une insertion dans une publication spécialisée correspondant au secteur économique concerné, soit en une insertion dans une publication habilitée à recevoir des annonces légales.
Cette insertion précise le délai de présentation des offres qui ne peut être inférieur à quinze jours à compter de la date de publication. Elle précise également les modalités de présentation de ces offres et mentionne les caractéristiques essentielles de la convention envisagée, notamment son objet et sa nature.

### Négociation directe, avenants
Le recours à une procédure de négociation directe avec une entreprise déterminée n'est possible que dans le cas où, après mise en concurrence, aucune offre n'a été proposée ou n'est acceptée par la collectivité publique.
Tout projet d'avenant à une convention de délégation de service public entraînant une augmentation du montant global supérieure à 5 % est soumis pour avis à la commission d'ouverture des plis. L'assemblée délibérante qui statue sur le projet d'avenant est préalablement informée de cet avis.

## Quelles sont les dérogations à l’obligation de mise en concurrence préalable?
Cet ensemble de dispositions est applicable aux groupements des collectivités territoriales et aux autres établissements publics de ces collectivités. Mais ces règles ne s'appliquent pas aux délégations de service public local lorsque la loi a institué un monopole au profit d'une entreprise ou lorsque ce service est confié à un établissement public et à condition que l'activité déléguée figure expressément dans les statuts de l'établissement. Tel peut être le cas d'une régie communale dotée de la personnalité morale et de l'autonomie financière pour la délégation du service public de remontées mécaniques de sa commune de rattachement.

## Le caractère exécutoire des conventions de délégation de service public
Les conventions de délégation de service public des communes et des EPCI sont transmises au Préfet dans un délai de 15 jours à compter de leur signature. Le Maire certifie, par une mention apposée sur la convention notifiée au titulaire de la délégation que celle-ci a bien été transmise, en précisant la date de cette transmission. Le Maire informe, dans un délai de 15 jours, le Préfet ou le Sous-Préfet de la date de notification de cette convention.
En outre, le code général des collectivités territoriales prévoit que le dispositif des délibérations approuvant une convention de délégation de service public, fait l'objet d'une insertion dans une publication locale diffusée dans la commune.